# وینس گیلیگان
جورج وینسنت گیلیگان جونیور (انگلیسی: George Vincent Gilligan Jr.؛ زادهٔ ۱۰ فوریهٔ ۱۹۶۷) نویسنده، تهیه‌کننده و کارگردان آمریکایی است. وی کارگردان و خالق سریال‌هایی چون بریکینگ بد (۲۰۰۸–۲۰۱۳) و اسپین-آف آن بهتره با سال تماس بگیری (۲۰۱۵–۲۰۲۲) بوده و در تهیه سریال پرونده‌های اکس نیز نقش مهمی داشته است. او همچنین فیلم ال کامینو (۲۰۱۹) را در ادامهٔ بریکینگ بد ساخت.

## کودکی
گیلیگان در ریچموند در ایالت ویرجینیا زاده شد. مادرش معلم مدرسه و پدرش در امور بیمه‌ای کار می‌کرد که البته این زوج در ۱۹۷۴ از هم طلاق گرفتند. گیلیگان یک برادر کوچک‌تر به نام پاتریک هم دارد. در دوران کودکی بود که با انگس وال، یکی از تدوین‌گرهای آینده سینما دوست می‌شود. عشق گیلیگان به سینما زمانی بالا گرفت که مادر انگس وال، یک دوربین ۸ میلی‌متری را به گیلیگان قرض می‌دهد. از آن پس بود که وی شروع به ساخت فیلم‌هایی برای خودش، عمدتاً در ژانر علمی-تخیلی می‌کند. نام یکی از این فیلم‌ها، که با همین دوربین فیلم‌برداری کرد، نابودی فضا بود که نقش اول را نیز برادرش پاتریک بازی می‌کرد. این فیلم توانست برنده جایزه‌ای در رده سنی کودکان و نوجوانان از دانشگاه ویرجینیا شود.
وی دانش‌آموخته دانشگاه نیویورک بوده و مدرک کارشناسیش را در رشته تهیه‌کنندگی فیلم از این دانشگاه دریافت کرده است. در زمان تحصیل در دانشگاه، گیلیگان موفق به نوشتن نمایش نامه‌ای شد که چندی بعد از روی این نمایشنامه فیلمی را ساختند. بخاطر همین کار او مورد تقدیر فرماندار ویرجینا قرار گرفت.

## زمینه کاری

### پرونده‌های اکس
گیلیگان یکی از طرفداران سریال پرونده‌های اکس بود. وی با پیوستن به این پروژه که از محصولات فاکس بود، نمایشنامه قسمت ۲۳ از فصل ۲ آن را نوشت. بعد از آن نیز برای ۲۹ قسمت دیگر نیز نویسندگی کرد و البته این نویسندگی‌ها در کنار نقش مهم وی به عنوان تهیه‌کننده در این سریال بود.

### برکینگ بد
گیلیگان را عمدتاً بخاطر سریال برکینگ بد می‌شناسند. وی خالق این سریال تلویزیونی شبکه ای‌ام‌سی بود که مورد استقبال بسیار خوبی قرار گرفت. بعد از اینکه وینس گیلیگان وارد پروژه برکینگ بد می‌شود، ناگهان پی می‌برد که سریالی دیگری نیز با داستانی شبیه به سریالش تحت نام Weeds در حال ساخت است. تهیه‌کنندگان برکینگ بد موفق به قانع کردن گیلیگان شدند که سریال او با Weeds تفاوت‌های زیادی دارد و شانس موفقیتش بالاست. گیلیگان چندی بعد در طی مصاحبه‌ای اعلام کرد که اگر زودتر در مورد سریال Weeds باخبر می‌شد، برکینگ بد را هیچوقت ادامه نمی‌داد.
در سپتامبر ۲۰۱۳ شرکت سونی پیکچرز تلویژن رسماً اعلام کرد که طی قرارداری با شبکه ای‌ام‌سی پروژه جدیدی به نام بهتره با ساول تماس بگیری را خواهند ساخت. این سریال در رابطه با برکینگ بد بوده با این تفاوت که ساول گودمن، وکیل والتر وایت در این فیلم نقش اصلی را دارد. نقش ساول گودمن را باب ادنکیرک بازی می‌کند و خالق این مجموعه نیز وینس گیلیگان است. پخش بهتره با ساول تماس بگیری از ۸ فوریه ۲۰۱۵ شروع شد. گیلیگان در کنار نویسندگی، کارگردانی قسمت اول این مجموعه را نیز بر عهده داشت.
شرکت سونی چندی بعد مجدداً از قراردادی با شبکه سی‌بی‌اس یاد کرد. بر طبق این قرارداد، قرار شد سریالی بر اساس نمایشنامه وینس گیلیگان برای پاییز ۲۰۱۴ این شبکه ساخته شود. پخش این سریال تحت عنوان بتل کریک از ۱ مارس ۲۰۱۵ آغاز شد. موضوع آن در مورد همکاری یک کارآگاه پلیس و یک مأمور اف‌بی‌آی است.

## زندگی شخصی
گیلیگان از سال ۱۹۹۱ با هالی رایس در رابطه بوده و در سال ۲۰۲۲ او را همسر خود نامید.
او که در خانواده‌ای کاتولیک بزرگ شده، خود را ندانم‌گرا می‌داند. گیلیگان اعلام کرده است که هم مسیحیت بنیادی و هم خداناباوری را «به سختی می‌توانم درک کنم».

## فیلم‌شناسی

### فیلم
| سال  | عنوان                      | کارگردان | نویسنده | تهیه‌کننده | توضیحات |
| ---- | -------------------------- | -------- | ------- | --------- | ------- |
| ۱۹۹۳ | Wilder Napalm              | نه       | آری     | نه        |         |
| ۱۹۹۸ | سیب‌زمینی سرخ‌شده خانگی      | نه       | آری     | نه        |         |
| ۲۰۰۸ | هنکاک                      | نه       | آری     | نه        |         |
| ۲۰۱۹ | ال کامینو: فیلم بریکینگ بد | آری      | آری     | آری       |         |

### تلویزیون
| سال       | عنوان                     | سازنده | کارگردان | نویسنده | مدیر اجرایی تولید | توضیحات             |
| --------- | ------------------------- | ------ | -------- | ------- | ----------------- | ------------------- |
| ۱۹۹۵–۲۰۰۲ | پرونده‌های ایکس            | نه     | آری      | آری     | آری               |                     |
| ۱۹۹۹–۲۰۰۰ | Harsh Realm               | نه     | نه       | نه      | مشاور             |                     |
| ۲۰۰۱      | The Lone Gunmen           | آری    | نه       | آری     | آری               |                     |
| ۲۰۰۲      | Robbery Homicide Division | نه     | نه       | آری     | نه                |                     |
| ۲۰۰۵      | The Night Stalker         | نه     | نه       | آری     | نه                |                     |
| ۲۰۰۷      | A.M.P.E.D.                | آری    | نه       | آری     | آری               |                     |
| ۲۰۰۸–۲۰۱۳ | بریکینگ بد                | آری    | آری      | آری     | آری               |                     |
| ۲۰۱۵–۲۰۲۲ | بهتره با سال تماس بگیری   | آری    | آری      | آری     | آری               | سازنده با پیتر گولد |
| ۲۰۱۵      | بتل کریک                  | آری    | نه       | آری     | آری               | سازنده با دیوید شور |
| ۲۰۲۵      | پلوریبوس                  | آری    | آری      | آری     | آری               |                     |